# 雷内·普赫尔
雷内·普赫尔（1970年12月2日—），生于普雷绍夫，斯洛伐克男子冰球运动员。他曾代表斯洛伐克国家队参加1994年冬季奥林匹克运动会冰球比赛，获得第6名。